# 2016年伊德利卜省衝突
2016年伊德利卜省衝突是叙利亚内战中兩個反政府武裝團體阿克薩戰士和自由沙姆人伊斯蘭運動之間的武裝衝突。雖然兩者在先前的2016年哈馬攻勢中是盟友，但是彼此間不時有零星衝突。

## 過程
2016年10月4日，自由沙姆人扣留一名阿克薩戰士成員，指稱他是伊斯兰国秘密小組成員，阿克薩戰士和自由沙姆人的關係開始緊張。阿克薩戰士隨即綁架一名自由沙姆人成員作為報復，並毆打他的妻子和槍擊他的一名兄弟。雙方皆威脅向對方採取軍事行動爭取對方放人。
10月6日衝突升級，雙方在伊德利卜省和哈馬省北部交火。阿克薩戰士攻佔自由沙姆人在汗謝洪的所有據點，而自由沙姆人則把阿克薩戰士逐出邁阿賴努阿曼和另外4條村。有800名原屬自由沙姆人和征服沙姆陣線的武裝分子轉投阿克薩戰士。
伊斯蘭軍、沙姆之隼旅、沙姆軍團、聖戰者軍、征服阿勒頗和Fastaqim聯盟發表共同聲明，表示支持自由沙姆人對抗阿克薩戰士。
10月9日，阿克薩戰士宣佈效忠征服沙姆陣線。150名不支持此舉的阿克薩戰士成員轉投伊斯兰国。